# Åbytorp
Åbytorp är en tätort i Kumla kommun, belägen 4 km väster om Kumla intill motorvägen E20 och längs länsvägen 534 till Fjugesta. 

## Historik
Under 1900-talet var Åbytorp varit mest känt för tillverkning av skor, portföljer och plånböcker och hade som mest över 10 verksamma fabriker. Det har även funnits Sparbank, Post, ICA, Konsum liksom fisk- och mjölkbutiker och smedja. 
Väster om Åbytorp låg även vattenkuranstalten Stene brunn,. Den var främst känd för sitt järnrika vatten, och många från Mellansverige kom för att dricka och bada brunn. Här förekom också helgaktiviteter med uppträdanden och tivoli. Stene brunn avvecklades på 1960-talet och området revs i slutet av 1970-talet. 
I början av 1960-talet ökade husbyggandet i privat och kommunal regi och Åbytorp blev i samband med detta en tätort.

## Befolkningsutveckling
| Befolkningsutvecklingen i Åbytorp 1960–2020 | Befolkningsutvecklingen i Åbytorp 1960–2020 | Befolkningsutvecklingen i Åbytorp 1960–2020 | Befolkningsutvecklingen i Åbytorp 1960–2020 | Befolkningsutvecklingen i Åbytorp 1960–2020 |
| ------------------------------------------- | ------------------------------------------- | ------------------------------------------- | ------------------------------------------- | ------------------------------------------- |
|                                             |                                             |                                             |                                             |                                             |
| År                                          |                                             |                                             | Folkmängd                                   | Areal (ha)                                  |
| 1960                                        | 1960                                        |                                             | 545                                         |                                             |
| 1965                                        | 1965                                        |                                             | 546                                         |                                             |
| 1970                                        | 1970                                        |                                             | 561                                         |                                             |
| 1975                                        | 1975                                        |                                             | 582                                         |                                             |
| 1980                                        | 1980                                        |                                             | 593                                         |                                             |
| 1990                                        | 1990                                        |                                             | 674                                         | 113                                         |
| 1995                                        | 1995                                        |                                             | 771                                         | 114                                         |
| 2000                                        | 2000                                        |                                             | 766                                         | 114                                         |
| 2005                                        | 2005                                        |                                             | 746                                         | 114                                         |
| 2010                                        | 2010                                        |                                             | 755                                         | 114                                         |
| 2015                                        | 2015                                        |                                             | 811                                         | 143                                         |
| 2020                                        | 2020                                        |                                             | 833                                         | 143                                         |
|                                             |                                             |                                             |                                             |                                             |

## Samhället
Samhället består till större delen av villor, men även hyresfastigheter. 
I orten finns skola, dagis och Betania Kyrkan.

## Näringsliv
I orten finns ett antal mindre företag inom grossist och tillverkningsområdet. Handelsträdgårdar och skoindurier.

## Idrott
Åbytorps fotbollsklubb, Stene IF som grundades 1947.
De spelar säsongen 18/19 i Div6.
Sedan några år tillbaka spelar Kumla BK sina matcher på Hagavallen i Åbytorp.
De spelar säsongen 2019 i Div4